# Rossia (1896)
El Rossia (en ruso: Россия) fue un crucero blindado de la Armada Imperial Rusa construido en los años 1890. Diseñado como asaltante comercial de largo alcance, sirvió en dicha capacidad durante la guerra ruso-japonesa de 1904-1905. Cuando estalló la guerra el Rossia tenía su base naval en Vladivostok e hizo una serie de salidas en busca de barcos japoneses en los primeros meses de la guerra, sin demasiado éxito.